# Паловець
46°23′ пн. ш. 16°32′ сх. д. / 46.38° пн. ш. 16.54° сх. д.
Паловець (хорв. Palovec) — населений пункт у Хорватії, у Меджимурській жупанії у складі громади Мала Суботиця.

## Населення
Населення за даними перепису 2011 року становило 984 осіб.
Динаміка чисельності населення поселення:

## Клімат
Середня річна температура становить 10,35 °C, середня максимальна – 24,73 °C, а середня мінімальна – -6,37 °C. Середня річна кількість опадів – 795 мм.
| Клімат поселення                              | Клімат поселення | Клімат поселення | Клімат поселення | Клімат поселення | Клімат поселення | Клімат поселення | Клімат поселення | Клімат поселення | Клімат поселення | Клімат поселення | Клімат поселення | Клімат поселення | Клімат поселення |
| Показник                                      | Січ.             | Лют.             | Бер.             | Квіт.            | Трав.            | Черв.            | Лип.             | Серп.            | Вер.             | Жовт.            | Лист.            | Груд.            |                  |
| Середній максимум, °C                         | 5,52             | 7,50             | 12,13            | 16,54            | 21,91            | 24,73            | 24,10            | 23,46            | 19,38            | 14,40            | 8,55             | 4,79             |                  |
| Середня температура, °C                       | −0,42            | 1,54             | 6,19             | 10,60            | 15,98            | 18,77            | 20,23            | 19,61            | 15,50            | 10,53            | 4,68             | 0,93             |                  |
| Середній мінімум, °C                          | −6,37            | −4,4             | 0,24             | 4,64             | 10,02            | 12,83            | 16,38            | 15,74            | 11,66            | 6,67             | 0,82             | −2,92            |                  |
| Норма опадів, мм                              | 39               | 40               | 49               | 61               | 72               | 89               | 86               | 82               | 77               | 71               | 75               | 54               |                  |
| Середньомісячна швидкість вітру, м/с          | 2.10             | 2.30             | 2.70             | 2.70             | 2.50             | 2.20             | 2.10             | 1.90             | 1.90             | 2.00             | 2.10             | 2.10             |                  |
| Середньомісячна сонячна радіація, кДж/м²·день | 3985             | 6747             | 10578            | 14989            | 19049            | 21020            | 21454            | 18800            | 13903            | 8585             | 4439             | 3231             |                  |
| --------------------------------------------- | ---------------- | ---------------- | ---------------- | ---------------- | ---------------- | ---------------- | ---------------- | ---------------- | ---------------- | ---------------- | ---------------- | ---------------- | ---------------- |
| Джерело:                                      |                  |                  |                  |                  |                  |                  |                  |                  |                  |                  |                  |                  |                  |